# Æneas Mackay (1806-1876)
Æneas baron Mackay (Nijmegen, 13 januari 1806 – 's-Gravenhage, 6 maart 1876), 10e Lord Reay, baronet van Nova Scotia, heer van Ophemert en Zennewijnen, was een Nederlands politicus.

## Familie
Mackay was een lid van de van oorsprong Schotse familie Mackay en een zoon van Barthold Johan Christiaan baron Mackay (1773-1854), heer van Ophemert en Zennewijnen, lid van de gemeenteraad van Rotterdam en lid van provinciale staten van Zuid-Holland, en jonkvrouw Anna Magdalena Frederica Henriette van Renesse van Wilp (1775-1839).
Hij trouwde in 1837 met jkvr. Maria Catharina Anna Jacoba Fagel (1817-1886), lid van het geslacht Fagel. Zij kregen drie kinderen, onder wie Donald Jacob baron Mackay (1839-1921), 11e baron Reay of Reay, die in Engelse dienst carrière zou maken in Brits-Indië. Hij was de oom van Æneas Mackay jr..
In 1875 stierf het hoofd van de Schotse clan Mackay, tevens baron Reay of Reay waarna de titels overgingen naar de in Nederland wonende tak. Æneas Mackay was degene die op 2 juni 1875 opvolgde als Lord Reay. Hij stierf echter minder dan een jaar later. Het was zijn zoon Donald die het chief-schap van de clan Mackay op zich nam en na zijn huwelijk in 1877 zijn primaire woonplaats en arbeidsterrein naar Groot-Brittannië verlegde. Dit laatste deden ook de 13e en 14e Baron Reay of Reay ook al bleven zij heren en bewoner van kasteel Ophemert in Nederland.

## Loopbaan
Mackay was een negentiende-eeuws staatsman, die na Tweede Kamerlid te zijn geweest in 1862 door de liberale minister Johan Rudolph Thorbecke tot vicepresident van de Raad van State werd benoemd. In die functie had hij veel invloed op kabinetsformaties.
Hij was oorspronkelijk advocaat in Den Haag en daarna ambtenaar bij de Raad van State en kamerheer aan het hof. De gefortuneerde Mackay was een orthodoxe protestant, gevormd door de gedachten van Da Costa die Groen van Prinsterer als zijn politieke leider beschouwde. Hij was een vertrouweling van Willem III. Hij schreef veel dagboeken over zijn contacten in de Haagse society. Zijn archief beslaat meer dan 30 meter.
J.P. Duyverman gaf in 1987 de dagboeken van Mackay uit onder de titel Uit de geheime dagboeken van Aeneas Mackay, Dienaar des Konings 1806-1876 die een belangrijke bron zijn voor de kennis over koning Willem III.